# Grego jônico
O jônico (português brasileiro) ou jónico (português europeu) (também conhecido como jônio/jónio), foi um dialeto do grego antigo. Parece ter se espalhado originalmente a partir da Grécia continental, de onde cruzou o mar Egeu durante o período das invasões dóricas, por volta do século XI a.C..
Com o fim da Idade Grega das Trevas, no século V a.C., a parte central da costa ocidental da Ásia Menor, juntamente com as ilhas de Quio, e Samos, passaram a formar o coração da Jônia propriamente dita. O dialeto jônico também foi falado nas ilhas por todo o Egeu central, e na grande ilha da Eubeia, ao norte de Atenas. O dialeto logo se espalhou, através da colonização jônica em áreas do norte do Egeu, do mar Negro e no Mediterrâneo ocidental.
O jônico costuma ser dividido em alguns períodos cronológicos principais, o jônico antigo e o jônico novo; a transição exata entre as duas variantes não é definida com clareza, porém 600 a.C. costuma ser sugerida como uma data aproximada.
As obras ditas homéricas (a Ilíada, a Odisseia e os Hinos Homéricos), assim como as obras de Hesíodo, foram escritas num dialeto literário chamado de grego homérico ou épico, que consiste em grande parte do antigo jônico, com alguns empréstimos do eólico, dialeto do norte. O poeta Arquíloco escrevia no antigo jônico. Entre os mais famosos autores do novo jônico estão Anacreonte, Teógnis de Megara, Hipócrates e, durante os tempos romanos, Areteu da Capadócia, Arriano e Luciano.
As principais diferenças entre o dialeto jônico (tanto o antigo quanto o novo) e o ático clássico eram as seguintes:
- No jônico, a mudança do α (alfa) longo para η (eta) ocorreu em quase todas as palavras, enquanto no ático ela não ocorria antes do η (eta), ι (iota) ou ρ (rho). Por exemplo: ático νεανίας (neanías), contra o jônico νεηνίης (neēníēs), um "jovem". Frequentemente a vogal simples ε ou o do dialeto ático aparece no jônico como um ditongo (κούρη, koúrē, "garota", por κόρη, kórē; πείρας, peíras "fim", "fronteira", por πέρας, péras).
- Em muitos casos o jônico transformou o som labiovelar /kw/, do proto-grego, em /k/, em vez de /p/, antes das vogais posteriores. Por exemplo: ático ὅπως (hópōs) comparado ao jônico ὄκως (ókōs), "de qualquer maneira", "em qualquer maneira".[1]
- O jônico contraía as vogais contíguas com frequência muito menos ao ático. Por exemplo: jônico γένεα (génea), ático γένη (génē), "família", "geno".
- O jônico "ss" aparece como "tt" no ático clássico posterior. Por exemplo: jônico τέσσαρες (téssares), ático τέτταρες (téttares), "quatro".
- O jônico tinha uma ordem de palavras analítica, talvez a mais analítica dentre todos os dialetos gregos. A morfologia dos substantivos e verbos jônica também não apresenta formas duais.
- Em certas palavras, a aspiração inicial do ático não estava presente no antigo jônico (a chamada psilosis), enquanto no novo jônico ela provavelmente já havia sido totalmente perdida. Por exemplo: ático ἵππος (híppos), jônico ἴκκος (íkkos), "cavalo".